# Lex Barker
Lex Barker, all'anagrafe Alexander Crichlow Barker Jr. (Rye, 8 maggio 1919 – New York, 11 maggio 1973), è stato un attore statunitense.
È celebre soprattutto per aver interpretato il personaggio di Tarzan, in cinque pellicole distribuite dalla RKO Radio Pictures tra il 1949 e il 1953, e il personaggio di Old Shatterhand, alter ego dello scrittore tedesco Karl May, in una serie di film realizzati in Germania tra il 1962 e il 1968.

## Biografia
Barker era discendente diretto di Roger Williams, fondatore dello stato del Rhode Island. Date le importanti origini, la sua decisione di abbandonare gli studi all'Università di Princeton per intraprendere la carriera di attore fece sì che la sua famiglia gli voltasse le spalle. Dopo aver prestato servizio in fanteria come maggiore durante la seconda guerra mondiale, gli inizi non furono facili e per molto tempo Barker, malgrado la prestanza fisica e l'alta statura (era alto ben 193 cm), ottenne solo brevi ruoli di supporto, come quello del muratore nella commedia La casa dei nostri sogni (1948), con Cary Grant e Myrna Loy.
Nel 1949, quando fu scelto come successore di Johnny Weissmuller per il ruolo di Tarzan, la sua popolarità conobbe un'impennata ed egli è probabilmente rimasto il "re della giungla" più popolare dopo Weissmuller. Tuttavia, malgrado il successo, non ottenne proposte per ruoli drammatici più interessanti. Nel 1957 si trasferì in Europa e recitò in molti paesi, tra cui l'Italia, dove ebbe un piccolo ruolo ne La dolce vita (1960) di Fellini, e fu protagonista di molti film di cappa e spada, ma ottenne la popolarità principalmente in Germania, interpretando il personaggio di Old Shatterhand in alcuni film western tratti dai romanzi di Karl May, celebre autore di libri di avventura. Queste sue interpretazioni gli valsero un Bambi Award nel 1966, quale miglior attore straniero. Dopo diversi anni, visto il calante interesse del pubblico per il personaggio, ritornò negli Stati Uniti ma non ottenne altri ruoli di successo.
Fu anche protagonista delle cronache rosa dell'epoca per i suoi cinque matrimoni, tra cui il terzo con Lana Turner, con la quale si sposò il 7 settembre 1953 a Torino (la coppia divorziò nel 1957). Dalla terza moglie, l'attrice svizzera Irene Labhardt, ebbe il suo unico figlio Christopher. Morì improvvisamente nel 1973, all'età di 54 anni, per un attacco cardiaco mentre passeggiava per New York.

## Filmografia parziale

### Cinema
- Doll Face, regia di Lewis Seiler (1945)
- Gli invincibili (Unconquered), regia di Cecil B. DeMille (1947)
- La moglie celebre (The Farmer's Daughter), regia di Henry C. Potter (1947)
- Odio implacabile (Crossfire), regia di Edward Dmytryk (1947)
- La casa dei nostri sogni (Mr. Blandings Builds His Dream House), regia di H.C. Potter (1948)
- Valeria l'amante che uccise (The Velvet Touch), regia di Jack Gage (1948)
- Gli avvoltoi (Return of the Bad Men), regia di Ray Enright (1948)
- Tarzan e la fontana magica (Tarzan's Magic Fountain), regia di Lee Sholem (1949)
- Tarzan e le schiave (Tarzan and the Slave Girl), regia di Lee Sholem (1950)
- Tarzan sul sentiero di guerra (Tarzan's Peril), regia di Byron Haskin (1951)
- La furia di Tarzan (Tarzan's Savage Fury), regia di Cy Endfield (1952)
- Lo sparviero di Fort Niagara (Battles of Chief Pontiac), regia di Felix E. Feist (1952)
- Tarzan e i cacciatori d'avorio (Tarzan and the She-Devil), regia di Kurt Neumann (1953)
- Per la vecchia bandiera (Thunder Over the Plains), regia di André De Toth (1953)
- I misteri della jungla nera, regia di Gian Paolo Callegari, Ralph Murphy (1954)
- La vendetta dei Tughs, regia di Gian Paolo Callegari e Ralph Murphy (1954)
- Sangue e metallo giallo (The Yellow Mountain), regia di Jesse Hibbs (1954)
- Duello a Bitter Ridge (The Man from Bitter Ridge), regia di Jack Arnold (1955)
- Duello sul Mississippi (Duel on the Mississippi), regia di William Castle (1955)
- Il prezzo della paura (The Price of Fear), regia di Abner Biberman (1956)
- Scialuppe a mare (Away All Boats), regia di Joseph Pevney (1956)
- Tamburi di guerra (War Drums), regia di Reginald Le Borg (1957)
- Il riscatto degli indiani (Deerslayer), regia di Kurt Neumann (1957)
- FBI squadra omicidi (The Girl in Black Stockings), regia di Howard W. Koch (1957)
- Capitan Fuoco, regia di Carlo Campogalliani (1958)
- Il figlio del corsaro rosso, regia di Primo Zeglio (1959)
- La scimitarra del saraceno, regia di Piero Pierotti (1959)
- Il terrore della maschera rossa, regia di Luigi Capuano (1959)
- Il tesoro dei barbari (El Secreto De Os Hombres Azules), regia di Edmond Agabra (1960)
- La dolce vita, regia di Federico Fellini (1960)
- Il cavaliere dai cento volti, regia di Pino Mercanti (1960)
- I pirati della costa, regia di Domenico Paolella (1960)
- Robin Hood e i pirati, regia di Giorgio Simonelli (1960)
- Il segreto dello Sparviero Nero, regia di Domenico Paolella (1961)
- Il tesoro del lago d'argento (Der schatz im Silbersee), regia di Harald Reinl (1962)
- La valle dei lunghi coltelli (Winnetou I), regia di Harald Reinl (1963)
- Il boia di Venezia, regia di Luigi Capuano (1963)
- Kali Yug, la dea della vendetta, regia di Mario Camerini (1963)
- La battaglia di Fort Apache (Old Shatterhand), regia di Hugo Fregonese (1964)
- Giorni di fuoco (Winnetou II), regia di Harald Reinl (1964)
- I violenti di Rio Bravo (Der schatz des Azteken/Die Pyramide des Sonnengottes), regia di Robert Siodmak (1965)
- Desperado Trail (Winnetou III), regia di Harald Reinl (1965)
- Il giorno più lungo di Kansas City (Winnetou und das Halbblut Apanatschi), regia di Harald Philipp (1966)
- Una bara per Ringo, regia di José Luis Madrid (1966)
- La tredicesima vergine (Die Schlangengrube und das Pendel), regia di Harald Reinl (1967)
- Sette volte donna (Woman Times Seven), regia di Vittorio De Sica (1967)
- Muori lentamente... te la godi di più (Mister Dynamit-Morgen kusst Euch der Tod), regia di Franz Joseph Gottlieb (1967)
- L'uomo dal lungo fucile (Winnetou und Shatterhand Im Tal der Toten), regia di Harald Reinl (1968)

### Televisione
- Climax! – serie TV, episodio 2x23 (1956)
- Operazione ladro (It Takes a Thief) – serie TV, episodio 3x09 (1969)
- Reporter alla ribalta (The Name of the Game) – serie TV, episodio 3x17 (1971)
- F.B.I. (The F.B.I.) – serie TV, episodio 6x26 (1971)
- Mistero in galleria (Night Gallery) – serie TV, episodio 2x18 (1972)

## Doppiatori italiani
- Emilio Cigoli in Tamburi di guerra, Capitan Fuoco, I pirati della costa, Il segreto dello sparviero nero, Il cavaliere dai cento volti
- Sergio Rossi in Il terrore della Maschera Rossa, La battaglia di Fort Apache, Giorni di fuoco, I violenti di Rio Bravo
- Giuseppe Rinaldi in Duello a Bitter Ridge, Muori lentamente... te la godi di più
- Pino Locchi in Robin Hood e i pirati, Il boia di Venezia
- Massimo Foschi in Desperado Trail
- Aldo Giuffré in La scimitarra del saraceno
- Luigi Vannucchi in Il riscatto degli indiani
- Gianfranco Bellini in Per la vecchia bandiera